# Скеттино, Франческо
Франче́ско Скетти́но (итал. Francesco Schettino, 14 ноября 1960, Неаполь) — итальянский морской офицер, бывший капитан круизного судна «Costa Concordia» и служащий компании Costa Cruises. Известен тем, что под его командованием лайнер потерпел крушение, а сам он покинул судно до того, как с него были спасены все уцелевшие пассажиры и члены экипажа, заявляя при этом, что в шлюпке оказался случайно. Был признан виновным и приговорён судом к 16 годам лишения свободы.

## Биография
Родился 14 ноября 1960 года в южном предместье Неаполя Кастелламмаре-ди-Стабия, известном как один из анклавов мафии (или точнее, неаполитанской каморры). Потомственный моряк — предки матери по фамилии Кафиеро в нескольких поколениях были судовладельцами. Отец, Луиджи Скеттино, происходит из расположенной в континентальной части Казерты, по словам Ф.Скеттино как и дед служил капитаном. Имеет брата Сальваторе и сестру Джулиану. Постоянно проживает в городке Мета-ди-Сорренто под Неаполем. В 1982 Ф. Скеттино окончил Морской институт в Пьяно-ди-Сорренто (Istituto Nautico di Piano di Sorrento ) с хорошими оценками, согласно агентству Adnkronos.
В интервью чешскому еженедельнику iDNES Скеттино упомянул, что первоначальную профессию инженера-электрика сменил на моряка.
В течение восьми лет работал на пассажирских судах, в ВМС Италии, затем перешел на коммерческие суда. Профессию моряка начинал на пароме фирмы Tirrenia, затем был капитаном танкера в итальянской нефтяной компании Agip, потом перешел в круизную отрасль — компанию MSC Crociere S.A. и уже оттуда в 2002 году попал в корпорацию Carnival Corporation.
Свою карьеру в компании Costa Cruises (дочерней компании акционерного холдинга Carnival Corporation & plc) начал в 2002 в качестве главы службы безопасности компании. В 2006 году был назначен капитаном «Costa Concordia». Хотя, по признанию представителя Costa Cruises по связям с прессой Вернера Клаасена (Werner Claasen), для назначения капитаном в Costa Cruises требуется 20-летний профессиональный стаж.
«Как и все капитаны флота, он принимал участие в непрерывной программе модернизации и подготовки кадров и прошёл все тесты соответствия критериям» — уверяет руководство компании.
За пять лет у штурвала «Коста Конкордии» Скеттино, по мнению газеты «The Daily Beast», заработал репутацию бабника и нарушителя субординации. Всего за месяц до катастрофы судна, находясь в Марселе, вопреки приказу властей порта, он вывел свой корабль в море при скорости ветра 60 узлов. В ноябре 2008 года при заходе в гавань Палермо «Коста Конкордия» под его командованием натолкнулась на портовые укрепления и получила повреждения надводной части корпуса.

## Психологический портрет
Для фирмы Costa Cruises Франческо Скеттино служил символом опытного капитана: десять лет безупречной службы, командир корабля — украшения всего круизного флота компании. Рекламные ролики недавнего прошлого показывали его стоящим на капитанском мостике и уверенно проводящим своё судно через Гудзон на фоне силуэта Манхэттена.
- До рокового вечера 13 января 2012 года Скеттино считался среди коллег, согласно сообщениям итальянских газет, «сорвиголовой, ищущим приключений». Один из его офицеров, Мартино Пеллегрино, признался:

Он бы даже автобус вёл как Феррари.
- Согласно сообщению газеты «La Repubblica», во время допинг-контроля после аварии он выглядел «спокойным и готовым помочь»[8].
- На жителей острова Джилио он после аварии произвёл впечатление совершенно растерянного человека[8].

- Мнение пассажира. Бернхард Шпергер, владелец отеля из Баварии:

Капитан мне не понравился с самого начала <…> Он выглядел чванливым и несерьёзным.

## В ночькрушения «Коста Конкордии»

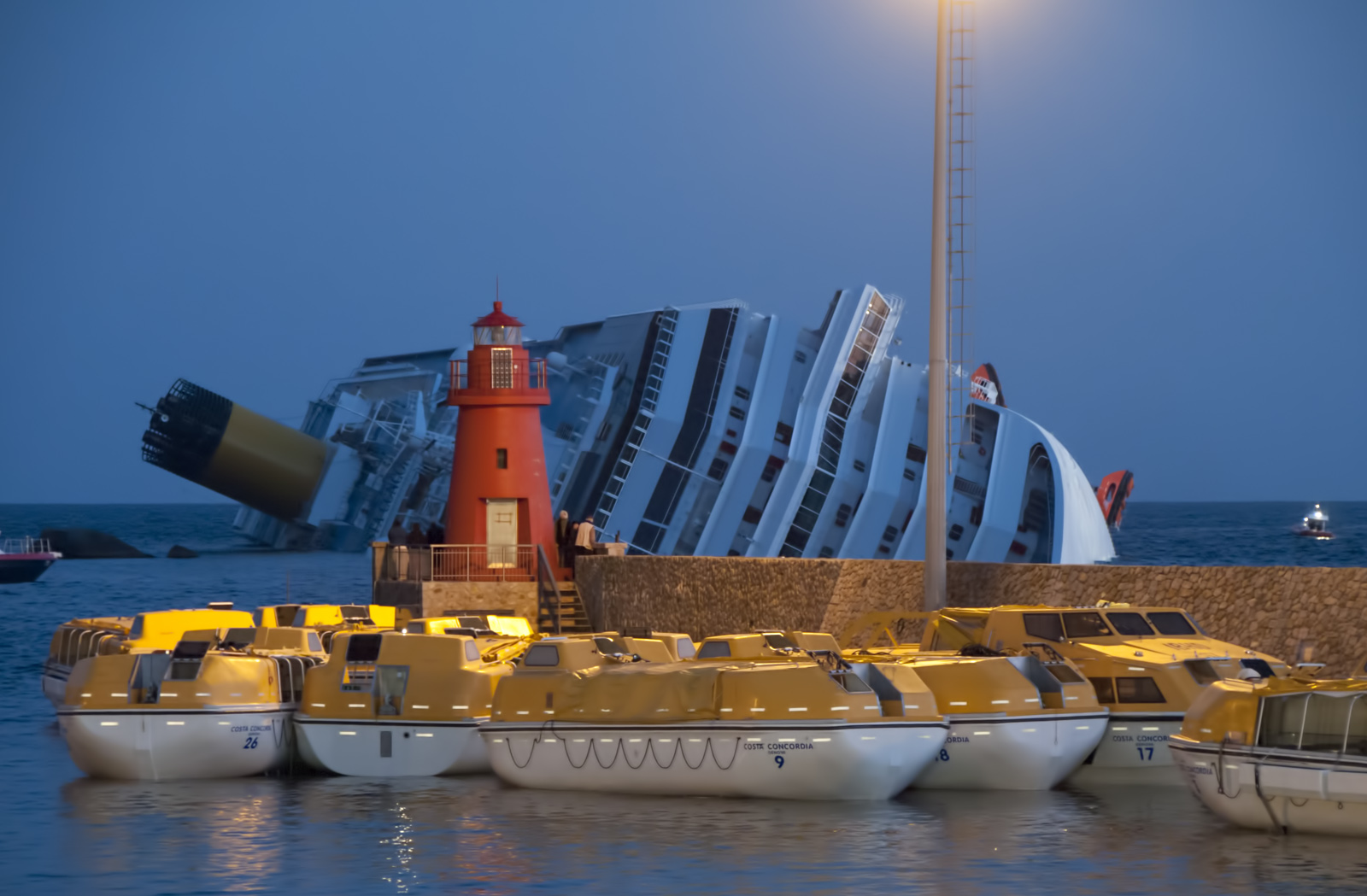
«Costa Concordia» на рассвете 14.01.2012

В ночь с 13 на 14 января 2012 года Ф. Скеттино был капитаном «Коста Конкордии», когда судно протепело крушение в Тирренском море, вблизи итальянского острова Джильо, налетев на рифы, получив серьёзные повреждения и лёгло на правый борт, унеся жизни 32 человек.
После расшифровки итальянскими следователями корабельного чёрного ящика, стало ясно, что корабль подошёл к берегу на недопустимо близкое расстояние; капитан начал эвакуацию с задержкой более чем на час и не послал сигнал бедствия (береговая охрана сама связалась с терпящим бедствие кораблём), что задержало начало спасательной операции. Также было установлено, что Скеттино покинул судно одним из первых, ещё в пятницу, хотя эвакуация продолжалась до утра субботы. Во время эвакуации пассажиров не подчинился приказу командира центра береговой охраны в Ливорно адмирала Грегорио де Фалько вернуться на борт судна и руководить эвакуацией на месте.

### Подход к рифам

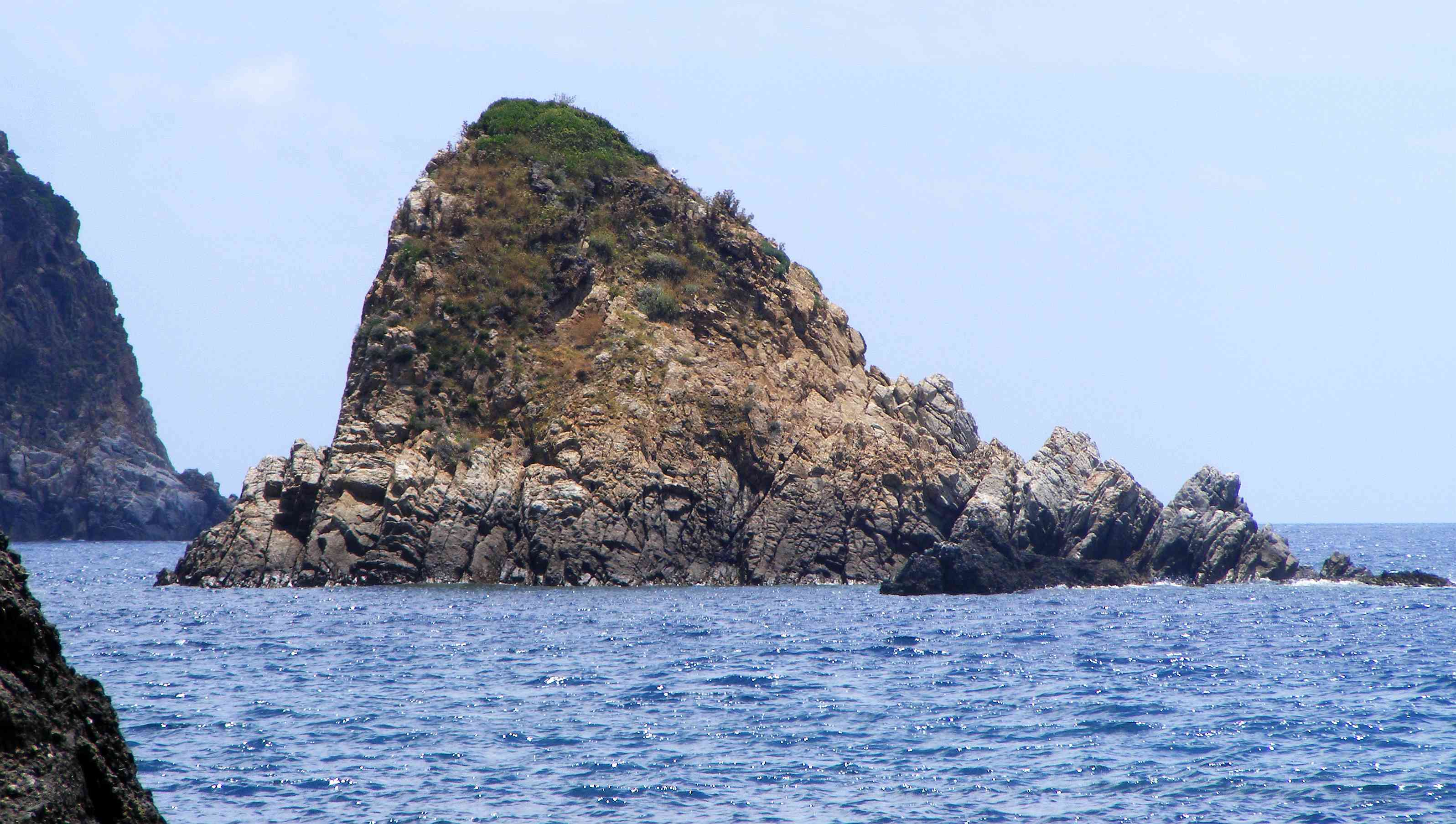
Скалы у побережья острова Джильо

В 21:34 капитан Скеттино появился на мостике. Он принял решение сойти с курса влево и пройти ближе к скалистому берегу острова, чтобы поприветствовать гудками своего коллегу — отдыхавшего на Джильо капитана Марио Паломбо. Скеттино проделывал подобное уже не менее трёх раз. Капитан приказал рулевому Якобу Русли перевести теплоход на ручной режим управления, а сам отключил систему судовой тревожной сигнализации инерциальной навигации. Впоследствии он объяснил этот поступок тем, что хорошо знал местные воды. Капитан обратился к штурману Симону Канессу: «Давай сойдём в сторону и поприветствуем Джильо. Мы должны обойти этот ё...аный Джильо, установи маршрут». В 21:37 Скеттино запросил минимальное безопасное расстояние до берега, на которое может подойти «Коста Конкордия» с учётом своей 8-метровой осадки. Получив в ответ, что на 550—700 м вокруг острова глубина достаточно велика для безопасного прохода лайнера, капитан приказал установить на радаре дистанцию 920 м. В 21:39 рулевому дана команда лечь на курс 300°, скорость составляла 15,4 узла, расстояние до земли — 2,2 км. Поскольку подход к Джильо на близкое расстояние не предусматривался программой круиза, на борту отсутствовала частная морская навигационная карта острова масштаба 1:20.000 с указанными на ней отмелями и рифами. На имевшейся в распоряжении Скеттино карте масштаба 1:100.000 была отмечена только береговая линия.
Перед приближением к острову капитан привёл из ресторана на мостик полюбоваться видами несколько человек: свою тайную любовницу Домнику Чемортан, главного пассажирского администратора Манрико Джампедрони, метрдотеля Чиро Онорато (брата генерального директора «Коста Крочере» Джанни Онорато) и, согласно показаниям Симона Канесса, ещё несколько стюардесс. Итальянская газета «La Nazione» писала, что их Канесс видел после столкновения. Они, по словам издания, были вызваны на мостик, чтобы по громкой связи обратиться к пассажирам на разных языках. Посторонние люди разговорами отвлекали Скеттино от ведения лайнера.
В 21:40 Скеттино скомандовал рулевому постепенно менять северо-северо-западный курс, вначале 315°, затем 325°, 330°, 335°. В 21:42 расстояние до берега сократилось до 900 м, скорость была увеличена до 16 узлов. В 21:43 Скеттино продолжает отдавать приказы рулевому. Чтобы начать двигаться параллельно берегу, он приказал ложиться на курс 350°, однако команды поступали быстрее, чем «Коста Конкордия» на них отзывалась. В тот момент, когда рулевой выставлял курс 350°, лайнер шёл курсом 327°, расстояние до земли продолжало сокращаться. Приказы Скеттино отдавал на английском, и рулевой-индонезиец не всегда их понимал с первого раза. На записях бортовых самописцев слышно, как рулевой Русли за считанные минуты до столкновения ошибочно воспринял подряд две команды, и капитан был вынужден его поправлять.
В 21:44 корабль шёл в 650 м от острова, стремительно приближаясь к выдающемуся на 450 м в море мысу и близлежащим рифам. Из-за большой инерции судно оказалось на 800 м северо-западнее первоначально запланированного маршрута. Видя это, Скетинно в 21:44 приказал отворачивать вправо вначале на 30°, а спустя 5 секунд прямо по курсу в 150 м он увидел едва возвышающуюся над поверхностью воды скалу, не обнаруживаемою радарами, и отдал команду «Право на борт». Чтобы кормовую часть не занесло на мель, спустя 23 секунды капитан приказал отворачивать влево на 30°. Рулевой ослышался и начал поворачивать руль вправо, Скеттино быстро среагировал, но на корректировку манёвра ушло 8 секунд. В 21:45:05 капитан скомандовал «Лево на борт». Симон Канесс доложил, что левый борт задевает дно.

### После столкновения
В 21:45:07 «Коста Конкордия» была пробита каменным рифом. Лишь спустя 7 минут капитану было доложено о затоплении трёх электрогенераторов и выходе из строя насосов. В течение первых десяти минут от механиков на мостик поступала ошибочная информация о затоплении только двух отсеков (№ 6 и 7).
Франческо Скеттино целый час не решался отдать команду «покинуть судно». Хоть два его помощника убеждали в необходимости такой меры, капитан колебался. Он ждал, когда заклинивший правый якорь, наконец, ляжет на дно, и корабль станет неподвижен. Капитан Скеттино поднимал вопрос выравнивания судна, однако каких-то конкретных мер никто не предпринимал. В 21:54 экипаж по громкой связи сообщил о неполадках с генератором, призвал сохранять спокойствие и заявил, что проблема в ближайшее время будет разрешена. К этому времени «Коста Конкордия» приобрела небольшой (порядка 4°) крен на левый борт, который тем не менее уже ощущался почти всеми на борту. В связи с этим многих не убедили заверения в том, что проблемы связаны только с генератором питания. Несмотря на отключение электроэнергии, выход из строя откачивающих из трюма воду насосов, частичную потерю управления Скеттино сообщал, что ситуация на борту находится под контролем. Сигнал бедствия также не был подан поисково-спасательным службам. В 21:57 капитан позвонил в кризисный центр судоходной компании. Он доложил о столкновении с рифом, отключении электроэнергии на борту, затоплении электрооборудования, Скеттино заверил, что пострадавших на борту нет, и в настоящее время ведётся оценка масштаба повреждений. В 22:05 ещё раз повторили обращение и призвал оставаться в своих каютах. Некоторые пассажиры, не получив внятных объяснений от экипажа судна, звонили в береговую охрану и полицию. Только после 22:20 первый помощник капитана и помощник главного механика завершили осмотр нижних палуб, подпалубных помещений и водонепроницаемых отсеков. По результатам осмотра они заключили, что повреждения получили только три смежных отсека, о чём было немедленно доложено на мостик капитану. Исходя из этого, стало уже ясно, что «Коста Конкордия» не сможет оставаться на плаву. Однако в кризисный центр Скеттино отрапортовал о затоплении «по меньшей мере, двух водонепроницаемых отсеков». Когда именно были точно определены размеры пробоины, остаётся неизвестным.
В 22:33 раздался сигнал общей тревоги — семь коротких гудков и один длинный. Согласно инструкции, все пассажиры должны были надеть спасательные жилеты и проходить на пункты сбора на шлюпочной (четвёртой) палубе, откуда производится посадка в шлюпки. В соответствии с действовавшими в 2012 году правилами в течение суток с момента посадки на судно пассажиры должны были проходить инструктаж. Поскольку после выхода из последнего порта прошло всего три часа, без малого 700 человек на «Коста Конкордии» не были проинструктированы по действиям в чрезвычайной ситуации. Инструктаж и учебный сбор на шлюпочной палубе в спасательных жилетах были запланированы на следующий день. Многих звуковая сирена ввела в заблуждение. В 22:35 капитан по громкой связи обратился к пассажирам. Он отдал приказ собираться всем у спасательных шлюпок. И только в 22:51 капитан объявил: «Пассажиры на берег». Приказ капитана об оставлении судна в 22:54 по громкой связи на английском языке озвучил второй помощник грек Димитри Кристидис.

В 23:19 Скеттино, сменивший капитанскую форму на обычный костюм, приказал покинуть мостик и спускаться на шлюпочную палубу. На мостике координировать ход эвакуации остался один человек — штурман Симон Канесс. В 23:30 капитан и его первый помощник покинули судно в шлюпке с правого борта. Как позже объяснил Скеттино, он поскользнулся на палубе и упал в отходящую шлюпку. Его слова частично опровергает любительская видеозапись, на которой похожий на капитана мужчина в костюме спокойно ждёт посадки в шлюпку на третьей палубе. В 0:32 Фалько связался с капитаном Скеттино по телефону и запросил у него информацию о количестве людей на правом борту в носовой части корабля около штормтрапа (на самом деле он имел в виду левый борт, так как правый уже наполовину ушёл под воду). Капитан тем временем находился в шлюпке, и Фалько приказал ему немедленно возвращаться на «Коста Конкордию». Через 10 минут между ними состоялся ещё один телефонный разговор:
| Фалько   | Я должен был сообщить прокурору, вот срань! |  |
| Фалько   | Алло? |  |
| Скеттино | Да? |  |
| Фалько   | Это де Фалько из Ливорно, капитан? |  |
| Скеттино | неразборчиво |  |
| Фалько   | Алло? |  |
| Скеттино | Да, добрый вечер, капитан. |  |
| Фалько   | Это говорит де Фалько из Ливорно. Я говорю с капитаном? |  |
| Скеттино | Да, добрый вечер, капитан де Фалько, это Скеттино. |  |
| Фалько   | Скеттино? Слушай, Скеттино, там люди, застрявшие на борту. Ты сейчас со своей спасательной шлюпкой направляешься к носу корабля с правого борта. Там есть веревочный трап. Ты должен забраться по нему на борт корабля. Забраться и доложить, сколько там людей. Все ясно? Я записываю этот разговор, капитан Скеттино. |  |
| Скеттино | Понятно… Капитан… дайте объяснить кое-что… |  |
| Фалько   | Говорите громче! Прикройте микрофон руками и говорите громче! Понятно? |  |
| Скеттино | неразборчиво |  |
| Фалько   | Понятно! Там люди… слушай! Там люди спускаются по веревочному трапу. Ты должен забраться по нему на корабль и доложить мне, сколько там людей и что там на борту! Понятно? Сообщить, есть ли там дети, женщины или кто-либо нуждающийся в медицинской помощи. Доложишь, сколько их.                                     |  |
| Фалько   | Послушай Скеттино, ты, может, спасся от воды, но я тебя достану…и устрою… я тебе устрою такие проблемы. Быстро вернулся на борт, блядь! |  |
| Скеттино | Капитан… пожалуйста… |  |
| Фалько   | Никаких пожалуйста! Ты сейчас возвращаешься на борт. |  |
| Скеттино | Я тут, на спасательной шлюпке, я тут, я никуда не уплывал. Я тут. Я… |  |
| Фалько   | Чем ты там занимаешься, капитан? |  |
| Скеттино | Я тут координирую спасательную операцию… |  |
| Фалько   | Что ты там координируешь? Вернулся на борт! Координируй спасательную операцию с корабля! |  |
| Фалько   | Ты отказываешься выполнять приказ? |  |
| Скеттино | Нет, нет, я не отказываюсь… Я… |  |
| Фалько   | Ты отказываешься вернуться на борт, капитан! Можешь назвать мне причину, по которой ты не возвращаешься на борт? |  |
| Скеттино | Потому, что там стоит другая шлюпка… |  |
| Фалько   | Вернулся на борт!!! Это приказ! Ты не имеешь права делать что-либо другое! Ты решил покинуть корабль, теперь я тут главный! И ты возвращаешься на борт!!! Понял?! Пошёл! И позвони, как будешь на борту. Мои спасатели в воздухе там.                                                                                   |  |
| Скеттино | Где ваши спасатели? |  |
| Фалько   | Мои спасатели на борту. Пошёл! Здесь уже есть трупы, Скеттино! |  |
| Скеттино | Сколько там трупов? |  |
| Фалько   | Я не знаю. Я слышал об одном. Ты должен мне сказать сколько! Боже… |  |
| Скеттино | Вы понимаете, тут темно и ничего не видно… |  |
| Фалько   | И что?! Ты хочешь вернуться домой, Скеттино?! Темно и ты хочешь вернуться домой?! Схвати на носу штормтрап и скажи мне, что можно сделать, сколько людей там, какая помощь им требуется? Сейчас же! |  |
| Скеттино | Я со вторым помощником. |  |
| Фалько   | Тогда вы оба возвращаетесь на борт. Оба!!! Как зовут второго помощника? |  |
| Скеттино | Его зовут Димитри… |  |
| Фалько   | Димитри кто? |  |
| Скеттино | Димитри Кристидис |  |
| Фалько   | Ты и твой второй помощник возвращаетесь на борт. Сейчас же! Это ясно? |  |
| Скеттино | Капитан, я хочу вернуться на борт, но тут стоит другая шлюпка со спасателями, она остановилась и дрейфует… Сейчас… Я позвал других спасателей… |  |
| Фалько   | Ты мне об этом говоришь уже час, а теперь, вернись на борт!!! Вернись на борт!!! И доложи, сейчас же доложи мне сколько там людей. |  |
| Скеттино | Хорошо, капитан… Я направляюсь… |  |
| Фалько   | Пошел! Живо! трубка повешена |  |

Несмотря на приказ, на «Коста Конкордию» капитан с помощником так и не вернулись.

## Судебное разбирательство

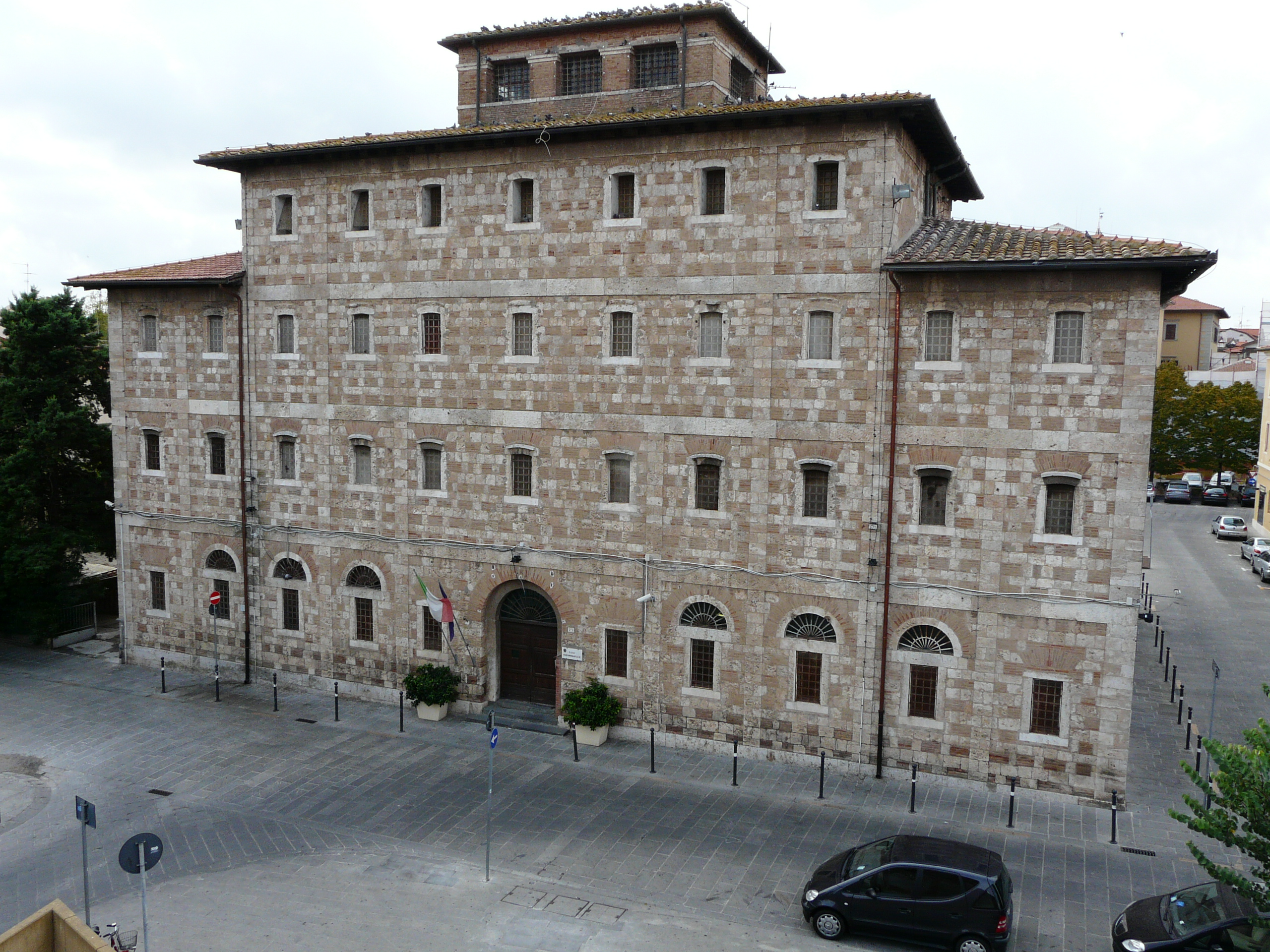
Место предварительного заключения Скеттино — тюрьма в Гроссето

Следствие по делу гибели «Коста Конкордии» вели Итальянская центральная комиссия по расследованию аварий на море и Портовое управление береговой охраны Италии.
В день катастрофы экс-капитан затонувшего лайнера Франческо Скеттино и его первый помощник Чиро Амброизио были допрошены. Следователей в первую очередь интересовало, почему судно подошло так близко к берегу и почему за 4 часа так и не был передан сигнал бедствия. Скеттино заявил, что выполнял традиционное для кораблей «Коста Крочере» «приветствие», заключавшееся в подаче гудков на малом расстоянии от берега. В крови вахтенных офицеров экспертиза не выявила следов алкоголя или наркотиков на момент столкновения . Этим же днём в интервью итальянскому телевидению Скеттино заявил, что судно столкнулось с подводной скалой, которой, согласно картам, по курсу быть не должно было. Однако позже на следствии он признался, что решил подвести судно ближе к берегу острова Джилио и поприветствовать своего знакомого, бывшего капитана «Коста Конкордия», проживающего на острове, как и делал это неоднократно в прошлом.
15 января, через день после катастрофы по предъявлению окружного прокурора Франческо Скеттино был задержан — по обвинению в непреднамеренном убийстве, халатности, и преждевременном оставлении судна — и помещен в тюрьму Гроссето. В суде, по словам его адвоката Бруно Лепоратти, Скеттино заявил, что он не только «не бросил корабль, и что он спас сотни и, возможно, тысячи жизней пассажиров». Своё нахождение в спасательной шлюпке в самом начале эвакуации он объяснил судье следующим образом:

У меня даже не было спасательного жилета, потому что я отдал его одному из пассажиров. Я пытался достать жилет из спасательной шлюпки, где они обычно лежат. Корабль неожиданно накренился где-то на 60-70 градусов. Я оступился и попал в одну из спасательных шлюпок. Вот почему я оказался там.
16 января бывшим капитану и его первому помошнику были предъявлены обвинения в причинении смерти по неосторожности, халатности, нарушении правил судоходства, оставлении в опасности более 300 человек и преждевременном оставлении судна (по итальянским морским законам капитан обязан последним покинуть тонущий корабль). Скеттино был арестован и помещён в следственный изолятор Гроссето. На следующий день капитана перевели под домашний арест в его родном городе Мета-ди-Сорренто.
17 января в 19:55 судья следствия Валерия Монтесаркио перевела Скеттино под домашний арест.
19 января были списаны данные с панелей управления на капитанском мостике, оттуда же были изъяты жёсткие диски. Один из них содержал записи с камер наблюдения, установленных внутри мостика и обращённых на пульт управления, которые зафиксировали действия судоводителей. Также к делу были приобщены записи с камер патрульного катера, на которых запечатлён процесс затопления судна с 22:30 до 23:20. В этот же день компания Costa Cruises освободила Скеттино от обязанностей капитана и уволила его с формулировкой «за действия, повлекшие телесные повреждения многих людей, аварию и оставление судна». Компания также не будет защищать Скеттино в суде. В случае признания судом выдвинутых против Скеттино обвинений, ему грозит лишение свободы сроком до 25 лет.
3 марта начались закрытые для широкой публики и СМИ слушания. Потерпевшие давали показания в Гроссето. Здание местного суда не могло вместить всех участников процесса, поэтому заседание проходило в театре. Адвокат потерпевшей стороны Джулия Бонджорно настояла на приобщении к делу переговоров капитана, записанных не только перед столкновением, но и за несколько часов до него — с момента выхода из Чивитавеккьи. На записях слышно, что на мостике постоянно находились посторонние лица, о чём ранее сообщила третий помощник Сильвия Короника. К 21 июля эксперты завершили расшифровку бортовых самописцев.
По окончании слушаний 21 декабря 2012 года по делу о гибели «Коста Конкордии» в качестве подозреваемых проходило уже 12 человек. Всем четырём старшим офицерам вменялась в вину пассивность при нарушении капитаном правил судовождения в части несоблюдения скоростного режима и прокладки курса вблизи берега с помощью карты ненадлежащего масштаба.
Франческо Скеттино как капитану были предъявлены обвинения:
- В прибытии на мостик слишком поздно для такого маневра и привел с собой людей, которых не должно было быть на мостике. Затем в критические моменты говорил со своим бывшем коллегой по мобильному телефону.
- В не снижении скорости до должного уровня для такого маневра, не назначении дозорного и, а также в том, что он не спросил офицеров о ситуации, когда снова принял командование.
- В покидании бедствущего судна с несколькими сотнями человек в нарушение установленного правила.

В октябре 2013 года возобновились судебные заседания по делу капитана Скеттино. Свои показания впервые давала 26-летняя молдавская танцовщица Домника Чемортан, которая находилась на «Коста Конкордии» без билета. Она призналась, что состояла со Скеттино в любовных отношениях и в момент столкновения находилась рядом с ним на мостике. В марте 2014 года на допрос был вызван рулевой, со слов которого можно было бы точно установить, отвлекала ли молдаванка капитана от управления судном, но к этому времени он уже покинул Италию и находился в Индонезии.
11 февраля 2015 года суд первой инстанции в городе Гроссето признал Скеттино виновным в непреднамеренном убийстве 32 человек, погибших в результате катастрофы, потоплении судна, а также в том, что покинул судно до окончания эвакуации всех находившихся на борту, и приговорил бывшего капитана к 16 годам тюрьмы.

## В массовой культуре
На Тайване сняли ироничный мультипликационный ролик о Скеттино. В ролике показана реконструкция крушения лайнера и действия Скеттино.